# 劳伦特编年史
劳伦特编年史（俄语：Лаврентьевский список）是人們對古代俄羅斯的一些编年史的統稱，其中就包括《往年纪事》及其續編，這些編年史記載的內容主要与俄罗斯北部弗拉基米尔-苏兹达尔大公国的歷史事件有关。